# Província de Catània
La província de Catània  (sicília Pruvincia di Catania) és una antiga província de la regió de Sicília dins Itàlia. Tenia 3552 km² i 1.200.000 habitants. La capital era la ciutat de Catània.
Limitava al sud amb la Mar Jònica, al nord amb la província de Messina (seguit en bona part pel curs del riu Alcantara), a l'oest amb la província d'Enna i la província de Caltanissetta, al sud amb la província de Ragusa i la província de Siracusa.
El 2015 va ser reemplaçada per la Ciutat metropolitana de Catània.

Silueta de la província de Catània